# Przetrwać w Nowym Jorku (film)
Przetrwać w Nowym Jorku – amerykański film biograficzny w reżyserii Scotta Kalverta z 1995 roku na podstawie pamiętnika Jima Carrolla zatytułowanego The Basketball Diaries.

## Główne role
- Leonardo DiCaprio – Jim Carroll
- Lorraine Bracco – Matka Jima
- James Madio – Pedro
- Patrick McGaw – Neutron
- Mark Wahlberg – Mickey
- Roy Cooper – Ksiądz McNulty
- Bruno Kirby – Swifty
- Jimmy Papiris – Iggy
- Alexander Chaplin – Bobo
- Ben Jorgensen – Tommy
- Juliette Lewis – Diane Moody
- Michael Imperioli – Bobby
- Ernie Hudson – Reggie
- Manny Alfaro – Manny
- Cynthia Daniel – Winkie
- Brittany Daniel – Blinkie
- Jim Carroll – Frankie Pinewater